# Miletia japońska
Miletia japońska (Millettia japonica) – gatunek pnącza z rodziny bobowatych (Fabaceae). Występuje naturalnie w Japonii (wyspy Honsiu, Kiusiu, Sikoku) oraz na Półwyspie Koreańskim. W Japonii roślina jest znana pod nazwą natsu-fudżi (ナツフジ; natsu-fuji).
Często bywa mylona z glicynią japońską (Wisteria floribunda).

## Systematyka
Pozycja według APweb (aktualizowany system APG III z 2009)
Gatunek jednego z rodzajów plemienia Millettieae z podrodziny bobowatych właściwych (Faboideae) z rodziny bobowatych (Fabaceae) należącej do rzędu bobowców (Fabales) reprezentującego dwuliścienne właściwe.

## Morfologia
Pokrój: Pnącze dorastające do 2–3 m wysokości.
LiścieLiście są pierzasto złożone, przeważnie 13-listkowe. Mają ciemnozieloną barwę, Opadają na zimę.
KwiatyKwiaty zebrane są w kwiatostanach o długości 25–35 cm. Mają fioletową barwę. Kwitną w czerwcu i lipcu.

## Biologia i ekologia
Roślina lubi stanowiska słoneczne. Preferuje gleby umiarkowanie wilgotne o odczynie lekko kwaśnym. Jest gatunkiem dość odpornym na mróz (IV strefa mrozoodporności).
Zaczyna kwitnąć w 4–5 roku życia. Pędy rosną lewoskrętnie.

## Zastosowanie
Roślina  ma zastosowanie komercyjne. Jest rośliną ozdobną ze względu na kwiaty i liście.